# لي ريتشاردسون (سياسي هندوراسي)
لي ريتشاردسون (بالإسبانية: Leigh Richardson)‏ هو سياسي هندوراسي، ولد في 26 أبريل 1924 في Puerto Castilla, Honduras ‏ في هندوراس، وتوفي في 27 أكتوبر 2008 في نيويورك في الولايات المتحدة بسبب مرض باركنسون. نشط حزبياً في Honduran Independence Party ‏.